# クィントゥス・カッシウス・ロンギヌス
クィントゥス・カッシウス・ロンギヌス（Quintus Cassius Longinus、- 紀元前164年）は、紀元前2世紀初頭の共和政ローマの政治家・軍人。紀元前164年に執政官（コンスル）を務めたが、任期中に死去した。

## 出自
ロンギヌスはプレブス（平民）であるカッシウス氏族の出身。共和政初期にカッシウス氏族から執政官が出ているが、これらはパトリキ（貴族）系である。プレブス系カッシウス氏族が歴史に登場するのは第一次ポエニ戦争の頃で、その後共和政後期になると、氏族の中から重要な公職に就任するものが出てきた。紀元前171年の執政官ガイウス・カッシウス・ロンギヌス が氏族としては最初の執政官であり、ロンギヌスというコグノーメン（第三名、個人名）が確認できる最初の人物でもある。
カピトリヌスのファスティによれば、ロンギヌスの父のプラエノーメン（第一名、個人名）はルキウス、祖父はクィントゥスである。歴史学者ヴィルヘルム・ドルマンは、紀元前252年の出来事に関連して資料の中で言及されているトリブヌス・ミリトゥム（高級幕僚）のクィントゥス・カッシウスがロンギヌスの祖父と示唆している。

## 経歴
ロンギヌスが歴史に登場するのは、紀元前167年にプラエトルに就任したときである。法務官の中で最も位が高いとされる首都担当法務官（プラエトル・ウルバヌス）を務めた。この権限をもって、ロンギヌスは第三次マケドニア戦争勝利の際には、神々へ貢物を捧げる儀式を挙行した。マケドニア王ペルセウスが捕虜となり、その息子達と共にローマに連れてこられたとき、元老院の決定にしたがって捕虜たちをアルバに送り届けたのはロンギヌスであった。また、ロンギヌスは戦争中に鹵獲したイリュリア船をケルキラ島、アポロニアおよびドゥラスに引き渡した。また、公共会議において、ビテュニア王プルシアス2世に議場を提供した。
ウィリウス法では法務官を務めてから執政官になるまで最短3年の期間を開けることとなっているが、その3年目の紀元前164年、ロンギヌスは執政官に就任した。同僚のパトリキ執政官はアウルス・マンリウス・トルクァトゥスであった。しかしロンギヌスは任期完了前に死亡した。補充執政官は選出されなかった。

## 子孫
紀元前127年に執政官、紀元前125年にケンソル（監察官）を務めたルキウス・カッシウス・ロンギヌス・ラウィッラはロンギヌスの息子である可能性がある。一方、紀元前171年の執政官ガイウス・カッシウス・ロンギヌスの息子とする説もある。

## 参考資料

### 古代の資料
- カピトリヌスのファスティ
- ティトゥス・リウィウス『ローマ建国史』

### 研究書
- Münzer F. Cassius // Paulys Realencyclopädie der classischen Altertumswissenschaft . - 1899. - Bd. IV, 1. - S. 1678.
- Münzer F. Cassius 69 // Paulys Realencyclopädie der classischen Altertumswissenschaft . - 1899.
- V. Druman. Cassia

Sumner G. Orators in Cicero's Brutus: prosopography and chronology. - Toronto: University of Toronto Press, 1973. - 197 p. - ISBN 9780802052810 .